# Fryderyk Franciszek
Fryderyk Franciszek Michał Wilhelm Mikołaj Franciszek-Józef Ernest August Jan  Mecklenburg-Schwerin (właśc. Friedrich Franz Michael Wilhelm Nikolaus Franz-Joseph Ernst August Hans Herzog zu Mecklenburg, ur. 22 kwietnia 1910 w Schwerin, zm. 31 lipca 2001 w Hamburgu) – ostatni następca tronu i ostatni męski potomek dynastii panującej w księstwie Mecklenburg-Schwerin. Był synem wielkiego księcia Fryderyka Franciszka IV i jego żony księżniczki Aleksandry Hanowerskiej.

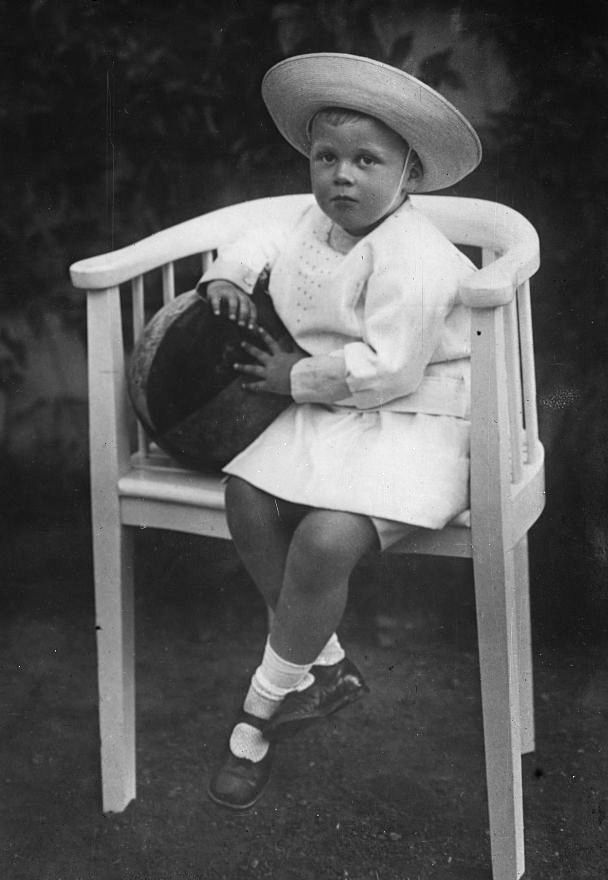
Fryderyk Franciszek w dzieciństwie

## Życie i działalność
Fryderyk Franciszek, nazywany także Fryderykiem Franciszkiem V. urodził się 22 kwietnia 1910 roku w Schwerinie. Był najstarszym dzieckiem wielkiego księcia Fryderyka Franciszka IV. i księżnej Aleksandry Hanowerskiej. Narodziny następcy tronu Meklemburgii oznajmił wystrzał 101 salw armatnich. Fryderyk Franciszek dorastał na zamku Ludwigslust i Wiligrad. Otrzymał staranne wykształcenie. Po ukończeniu studiów przeszedł szkolenie rolnicze. Pod kuratelą wuja Adolfa Fryderyka Meklenburskiego podróżował po Afryce. Podobnie jak wielu przedstawicieli arystokracji młody Fryderyk Franciszek wierzył, że jest możliwa restauracja monarchii przy pomocy ruchu nazistowskiego.
W maju 1931 roku za aprobatą ojca, który wyrażał się o postępowaniu syna bardzo przyjaźnie i serdecznie, Fryderyk Franciszek wstąpił do SS i w 1936 roku został promowany do rangi Hauptsturmführer (kapitana). W czasie II wojny światowej został wysłany do Danii, gdzie pracował w ambasadzie Niemiec jako osobisty doradca Wernera Besta. Walczył także na froncie. W 1944 roku służył w elitarnej jednostce Waffen-SS. 11 czerwca 1941 roku Fryderyk Franciszek poślubił córkę Waltera Schapera – Karin Elisabeth von Schaper (ur. 31 stycznia 1920 we Wrocławiu; zm. 26 stycznia 2012 w Glücksburg). Para rozwiodła się 22 września 1967 roku, ale dziesięć lat później ponownie stanęła na ślubnym kobiercu w dniu 27 kwietnia 1977 roku. Franciszek Fryderyk i Karin Schaper nie mieli dzieci. Małżeństwo z Karin, a także fakt wstąpienia do NSDAP wbrew woli ojca był przyczyną pominięcia Fryderyka Franciszka w kolejce do tronu. Fryderyk Franciszek IV w 1943 swoim następcą ogłosił młodszego brata Fryderyka Franciszka – Christiana Ludwika.
Po śmierci brata w 1996 roku Fryderyk Franciszek był jedynym męskim potomkiem dynastii Meklenburg-Schwerin. Po wojnie Fryderyk Franciszek zamieszkał we Frankfurcie i Düsseldorfie, pracując jako kupiec, a później w Hamburgu. Malował. Zmarł 31 lipca 2001 roku.